# Harpalus albionicus
Harpalus albionicus är en skalbaggsart som beskrevs av Mannerheim. Harpalus albionicus ingår i släktet Harpalus och familjen jordlöpare. Inga underarter finns listade i Catalogue of Life.